# Dret a decidir de les persones grans d'edat avançada
El dret a decidir de les persones grans d'edat avançada és un acte humà que requereix informació adequada per prendre decisions de forma autònoma. L'autonomia de la persona és la capacitat d'actuar i decidir de forma independent i comunicar aquestes decisions als altres. Per exercir l'autonomia, les persones han d'actuar per voluntat pròpia i estar informades adequadament sobre la decisió que volen prendre. La capacitat de decidir també requereix aptituds psicològiques per gestionar la informació i prendre decisions. Com a ciutadans, tenim dret a accedir a informació valida i rellevant en totes les àrees de la vida que ens afectin, i també a avaluar les diferents opcions segons els nostres valors i preferències. Així, encara que l'envelliment pot comportar alguns desafiaments, les persones grans segueixen sent capaces de prendre decisions efectives i sàvies.

## Autonomia per prendre decisions
Decidir es un acte humà, per fer-ho la persona té dret a ser informada de manera comprensible, aquesta informació ha de ser veridica i amplia amb el propòsit de poder prendre una decisió de forma autònoma. Per altra banda hem de pensar que el progrés científic ens ha portat a gaudir d'una major qualitat de vida augmentant la possibilitat de viure més anys i, per tant, de fer-nos més grans.
Beauchamp i Childress a la seva obra "Principis de l'ètica Biomèdica" defineixen l'autonomia de la persona com la capacitat de pensar i decidir de forma independent, actuar sobre la base d'aquesta decisió i comunicar-la a d'altres persones. En l'exercici de l'autonomia de les persones s'han de donar almenys tres condicions:
- Actuar voluntàriament, lliure de coaccions externes e internes

- Tenir informació suficient, rellevant, adequada i comprensible sobre la decisió que vol prendre.

- Tenir capacitat, posseir una serie d'aptituds psicològiques que permetin conèixer, valorar i gestionar adequadament la informació, prendre la decisió i expressar-la.

## La capacitat de decidir
Com a ciutadans hem de tenir dret a accedir a una informació valida i rellevant en tots els aspectes de la vida que ens incumbeixin, i també per ser capaços d'avaluar tots els pros i contres de les diferents opcions segons els nostres valors, creences, preferències i circumstancies. A vegades hem de prendre decisions intranscendents, però altres vegades aquestes decisions poden modificar considerablement el curs de la nostra vida o la d'altres persones. La capacitat de decidir requereix unes condicions mentals que poden ser diferents en cada moment o circumstància, però no necessàriament té a veure amb l'edat biològica de la persona.
John Stuart Mill va dir "a l'home li pertany plenament aquella part dels seus actes que no afectin als altres, i sobre la qual la societat no deu interferir", la qual cosa inclou el dret a equivocar-se a l'hora de fer una elecció.